# Ján Levoslav Bella
Ján Levoslav Bella (4. září 1843 Liptovský Mikuláš, Uhersko – 25. květen 1936 Bratislava, Československo) byl slovenský duchovní, hudební skladatel, sbormistr a dirigent, hudební pedagog, hudební publicista a varhaník. Užíval pseudonymy Janko Pravdomil a Poludničan.

## Bodový životopis
- 1853–1861 studoval na gymnáziu v Levoči a v Banské Bystrici
- 1861–1863 studia teologie na semináři v Banské Bystrici
- 1863–1865 studia na univerzitě ve Vídni
- 1866 přijal kněžské svěcení
- 1928 dr.h.c. na Filozofické fakultě UK v Bratislavě
- 1865 působil v Banské Bystrici
- 1866 regenschori katedrálního chrámu
- 1869 městský kapelník v Kremnici
- 1881 pracoval jako varhaník v rumunském Sibiu, kde konvertoval na protestantismus a oženil se
- profesor hudby, ředitel hudebního spolku
- 1901 sbormistr a dirigent pěveckého sboru Hermania
- 1916 žil ve Vídni
- 1917 žil Sibiu
- 1921 opět pracoval ve Vídni
- 1928 působil v Bratislavě

## Stručná charakteristika
Jedná se o výrazného reprezentanta slovenské hudby, který svojí rozsáhlou tvorbou přispěl k její emancipaci jakožto národní hudby na profesionální úrovni. Základy hudebního vzdělání získal od svých rodičů, prohloubil si jej na levočském gymnáziu, kde si osvojil jak základy hry na některé hudební nástroje, tak i hudební teorii a teorii skladby. Vzdělával se také u Jána Egryho v Banské Bystrici, kde zorganizoval pěvecký sbor a smyčcové kvarteto, pro které komponoval. V době svých teologických studií v Banské Bystrici zkomponoval instrumentální mše, moteta a světskou hudbu pro klavír apod. Pod vlivem Štefana Moyzese ukončil teologické studium na vídeňském semináři, kde byl varhaníkem a dirigentem.
V době svého působení v Banské Bystrici pod vlivem reprezentantů slovenského národního hnutí se stal předním bojovníkem za národní osvobození. Jedná se o autora první slovenské opery Kovář Wieland (1926), komorní hudby pro klavír, housle a klavír, smyčcová kvarteta, varhanní skladby, orchestrální skladby, písně s doprovodem klavíru, sbory, světské kantáty. Publikoval básně, články o hudbě, hudebně estetické eseje a úvahy o národní a církevní hudbě.
Jeho syn Rudolf Bella (1890–1973) se stal rovněž hudebním skladatelem a dirigentem. Vnučka Dagmar Bellová (1920–1999) byla koncertní klavíristkou a hudební pedagožkou.